# Gouvernement Ramadier I
 (août 2017).
Quatrième République
Gouvernement Léon Blum III Gouvernement Paul Ramadier II
Le premier gouvernement Paul Ramadier est le gouvernement de la France du 22 janvier au 21 octobre 1947, et le premier de la présidence de Vincent Auriol (1947-1954).

## Contexte de formation

### Élection de Vincent Auriol
Vincent Auriol est élu à la majorité absolue lors de l'élection présidentielle française du 16 janvier 1947. Le dernier président du gouvernement provisoire de la République française, Léon Blum, remet sa démission au président nouvellement élu.

### Choix du Premier ministre
Vingt-quatre heures après son élection, il prend la décision de nommer Paul Ramadier Premier ministre. Il passe toutefois un appel de courtoisie à Félix Gouin, qui avait dirigé le gouvernement provisoire de la République française, mais qui ne souhaite pas occuper la fonction. Selon Georgette Elgey, cet appel a été passé à la demande de Léon Blum pour témoigner à Gouin de ce que son honneur avait été lavé depuis le scandale du vin.

### Choix des ministres
Paul Ramadier rechigne à créer une inégalité entre les postes accordés aux différents partis. Il offre le ministère de la Défense nationale au communiste François Billoux, ce qui provoque une réaction forte des républicains populaires, qui menacent de ne pas participer au ministère. Un accord est trouvé grâce à la médiation de Blum : Billoux obtient le poste, mais trois ministères (de la Guerre, de l'Air et de la Marine) sont créés et confiés à des non-communistes.

## Chronologie
Le 22 janvier, Paul Ramadier est officiellement nommé Premier ministre. C'est le premier gouvernement de la IVe République et il regroupe les centristes (MRP), les socialistes (SFIO) et les communistes (PCF), respectant le principe du tripartisme. La coalition hétéroclyte du RGR fait également son entrée au gouvernement via la participation du Parti radical et de la jeune UDSR.
Rapidement, le plan Monnet de modernisation et d'équipement est voté. 
Le 12 mars, le discours Truman marque le début de la guerre froide. L'attitude des communistes français au gouvernement se modifie et annonce la fin du tripartisme. 
Le 25 avril débute la grève des usines « Renault ».
Les dissensions internes minent le gouvernement jusqu'au 4 mai, date à laquelle les ministres communistes sont renvoyés du gouvernement. Cela marque la fin du tripartisme, et la création de la troisième force (SFIO + radicaux & alliés du RGR + MRP).
Le 19 octobre, le RPF, c'est-à-dire le parti gaulliste, triomphe aux élections municipales du 19 et 26 octobre. Le 21 octobre, le premier gouvernement Paul Ramadier s'achève, et le lendemain commence le deuxième gouvernement du même nom.

## Composition

### Président du Conseil des ministres
| Image | Fonction             |  | Nom           | Parti |
| ----- | -------------------- |  | ------------- | ----- |
|       | Président du Conseil |  | Paul Ramadier | SFIO  |

### Vice-présidents du Conseil
| Image | Fonction                  |  | Nom                  | Parti |
| ----- | ------------------------- |  | -------------------- | ----- |
|       | Vice-président du Conseil |  | Pierre-Henri Teitgen | MRP   |
|       | Vice-président du Conseil |  | Maurice Thorez       | PCF   |

### Ministres d'État
| Image | Fonction                                      |  | Nom                  | Parti |
| ----- | --------------------------------------------- |  | -------------------- | ----- |
|       | Ministre d'État                               |  | Pierre-Henri Teitgen | MRP   |
|       | Ministre d'État                               |  | Maurice Thorez       | PCF   |
|       | Ministre d'État, président du Conseil du Plan |  | Félix Gouin          | SFIO  |
|       | Ministre d'État                               |  | Yvon Delbos          | RAD   |
|       | Ministre d'État                               |  | Marcel Roclore       | DVD   |

### Ministres
| Image | Fonction                                                   |  | Nom                     | Parti |
| ----- | ---------------------------------------------------------- |  | ----------------------- | ----- |
|       | Garde des sceaux                                           |  | André Marie             | RAD   |
|       | Ministre de l'Intérieur                                    |  | Édouard Depreux         | SFIO  |
|       | Ministre de la Défense nationale                           |  | François Billoux        | PCF   |
|       | Ministre de la Guerre                                      |  | Paul Coste-Floret       | MRP   |
|       | Ministre de la Marine                                      |  | Louis Jacquinot         | DVD   |
|       | Ministre de l'Air                                          |  | André Maroselli         | RAD   |
|       | Ministre des Affaires étrangères                           |  | Georges Bidault         | MRP   |
|       | Ministre de l'Agriculture                                  |  | François Tanguy-Prigent | SFIO  |
|       | Ministre des Transports et des Travaux publics             |  | Jules Moch              | SFIO  |
|       | Ministre de la Reconstruction et de l'Urbanisme            |  | Charles Tillon          | PCF   |
|       | Ministre du Commerce                                       |  | Jean Letourneau         | MRP   |
|       | Ministre de l'Éducation nationale                          |  | Marcel-Edmond Naegelen  | SFIO  |
|       | Ministre de la France d’Outre-Mer                          |  | Marius Moutet           | SFIO  |
|       | Ministre des Finances                                      |  | Robert Schuman          | MRP   |
|       | Ministre de l'Économie nationale                           |  | André Philip            | SFIO  |
|       | Ministre du Travail et de la Sécurité sociale              |  | Ambroise Croizat        | PCF   |
|       | Ministre de la Production industrielle                     |  | Robert Lacoste          | SFIO  |
|       | Ministre de la Santé publique et de la Population          |  | Georges Marrane         | PCF   |
|       | Ministre de la Jeunesse, des Arts et des Lettres           |  | Pierre Bourdan          | UDSR  |
|       | Ministre des Anciens combattants et des Victimes de guerre |  | François Mitterrand     | UDSR  |

## Remaniements

### Nomination du 14 mars 1947
- Haut-commissaire à la Distribution : Georges Rastel (SE)

### Remaniement du 4 mai 1947
Tous les ministres du PCF sont écartés du gouvernement.
- Cessation des fonctions de Maurice Thorez (« vice-président du Conseil, Ministre d'État »), de François Billoux (« Ministre de la Défense nationale »), de Charles Tillon (« Ministre de la Reconstruction et de l'Urbanisme ») et d'Ambroise Croizat (« Ministre du Travail et de la Sécurité sociale »).

- Vice-président du Conseil, Ministre d'État chargé de la Fonction publique et de la Réforme administrative : Pierre-Henri Teitgen (précédemment « vice-président du Conseil, Ministre d'État »)

- Ministre d'État, ministre de la Défense nationale (par intérim) : Yvon Delbos

- Ministre des Transports, des Travaux publics et de la Reconstruction (par intérim) : Jules Moch

- Ministre du Travail, de la Sécurité sociale  (par intérim) et de la Production industrielle : Robert Lacoste

### Remaniement du 5 mai 1947
À la suite de la cessation des fonctions de ses collègues, ministres communistes, Georges Marrane démissionne du gouvernement.
- Ministre d'État, ministre de la Santé publique et de la Population (par intérim) : Marcel Roclore

### Remaniement du 9 mai 1947
- Ministre du Commerce, de la Reconstruction et de l'Urbanisme : Jean Letourneau (précédemment « ministre du Commerce »)

- Ministre du Travail et de la Sécurité sociale : Daniel Mayer (SFIO)

- Ministre de la Santé publique et de la Population : Robert Prigent (MRP)

- Ministre des Postes, Télégraphes et Téléphones : Eugène Thomas (SFIO)

- Secrétaire d'État à la Présidence du Conseil : Paul Béchard (SFIO)

### Remaniement du 14 juin 1947
Georges Rastel est nommé conseiller d'État en service extraordinaire. Il démissionne donc du gouvernement.
- Cessation des fonctions de Georges Rastel, haut-commissaire à la Distribution

- Secrétaire général au Ravitaillement : Jean Baylot (SE)

### Remaniement du 11 août 1947
- Ministre de la Reconstruction et de l'Urbanisme : Jean Letourneau (précédemment « ministre du Commerce, de la Reconstruction et de l'Urbanisme »)

- Ministre de l'Industrie et du Commerce : Robert Lacoste (précédemment « ministre de la Production industrielle »)

## Actions
Dès sa formation, le gouvernement Ramadier s'engage à poursuivre la politique financière du gouvernement précédent. Il s'engage également à mettre fin à la guerre d'Indochine dès lors que l'ordre et la sécurité seront assurés sur ces territoires.

### Source primaire
- Décret du 22 janvier 1947 portant nomination des membres du gouvernement